# Perro esquimal americano
El Perro esquimal americano (American Eskimo) es un perro pequeño, descendiente de los Spitz.

## Origen
Se trata de un descendiente de los Spitz procedentes del norte del continente Europeo.  Cuando transcurría el siglo XIX, en Estados Unidos, se seleccionaron los ejemplares que habían salido blancos de las diferentes razas Spitz que habían sido traídas por los colonos alemanes. Del resultado de estos cruces nació la raza actual, difundida por todo el país gracias al circo Barnum and Bailey, que utilizaba a estos perros en sus números.

## Comportamiento
Es un perro afectuoso, juguetón, y en ocasiones, un poco dominante e independiente. Le gusta pasar tiempo con sus dueños y que éstos le presten atención. Cuando quiere (a veces es un poco terco), le gusta complacer y aprende con mucha facilidad. Es un perro muy activo al que le encanta la nieve y el frío. Con los extraños es desconfiado, no cambia de parecer hasta que sus dueños se lo indican.

## Cuidados
Esta raza presenta en ocasiones problemas hereditarios de estructura ósea y articulaciones. Los cuidados son el cepillado diario y sobre todo en la época de muda. Posee una capa que no requiere baños frecuentes; después del baño deberá secarse cuidadosamente para evitar problema de piel.